# Кеті Болл
Кеті Болл (англ. Catie Ball, 30 вересня 1951) — американська плавчиня.
Олімпійська чемпіонка 1968 року.
Переможниця Панамериканських ігор 1967 року.